# Roggia Busca
La Busca, in antichità chiamata rugia Novariensis, è una grossa roggia che scorre in Piemonte ed in Lombardia, attraversando la provincia di Novara e quella di Pavia.
La Busca, come tutte le rogge ed i canali della pianura tra Sesia e Ticino, è in gestione alla società d'irrigazione Est Sesia.

## Percorso
La roggia Busca trae origine dalla Sesia nel comune di Ghemme; successivamente la sua portata viene integrata con quella della roggia Mora.
La roggia dunque scorre in direzione sud, attraversando i centri abitati di Carpignano Sesia e di Mandello Vitta. A valle di quest'ultimo comune la roggia viene scavalcata dall'A4 Torino - Milano e, presso la tenuta Gargarengo (in comune di Vicolungo, al confine con Biandrate e San Pietro Mosezzo), riceve l'importante apporto del Canale Cavour (sussidio Cavour-Busca), che cede circa 30 m³/s di acqua per esigenze irrigue.
 A valle del Canale Cavour la Busca si incrocia con la roggia Biraga e scorre in direzione sud - sud est, sfiorando poi l'abitato di Casalino. 
A sud di quest'ultimo paese la Busca entra in Lombardia, in comune di Confienza, alimentando la più grande centrale idroelettrica sul suo corso.
La roggia, raggiunta Robbio, si divide in due rami: uno si riversa nello scaricatore Busca-Biraga, raggiungendo poco dopo il corso del fiume Sesia, l'altro scorre verso sud bagnando i territori di Rosasco, Castelnovetto, Cozzo e disperdendosi definitivamente a valle di Candia Lomellina.

## Storia
Della Busca si ha memoria dal 1380, con il nome di roggia Novarese (rugia Novariensis); fu costruita da Novara per uso difensivo e di confine con le terre di Vercelli e venne ceduta, nel XV secolo, ai Duchi di Milano.
Nel 1616 la roggia divenne di proprietà del Conte 'Ludovico Busca, che ne conservò il possesso sino alla cessione alle Finanze del Regno d'Italia nel 1883.